# 烏迪倫斯凱
47°44′19″N 34°58′5″E / 47.73861°N 34.96806°E

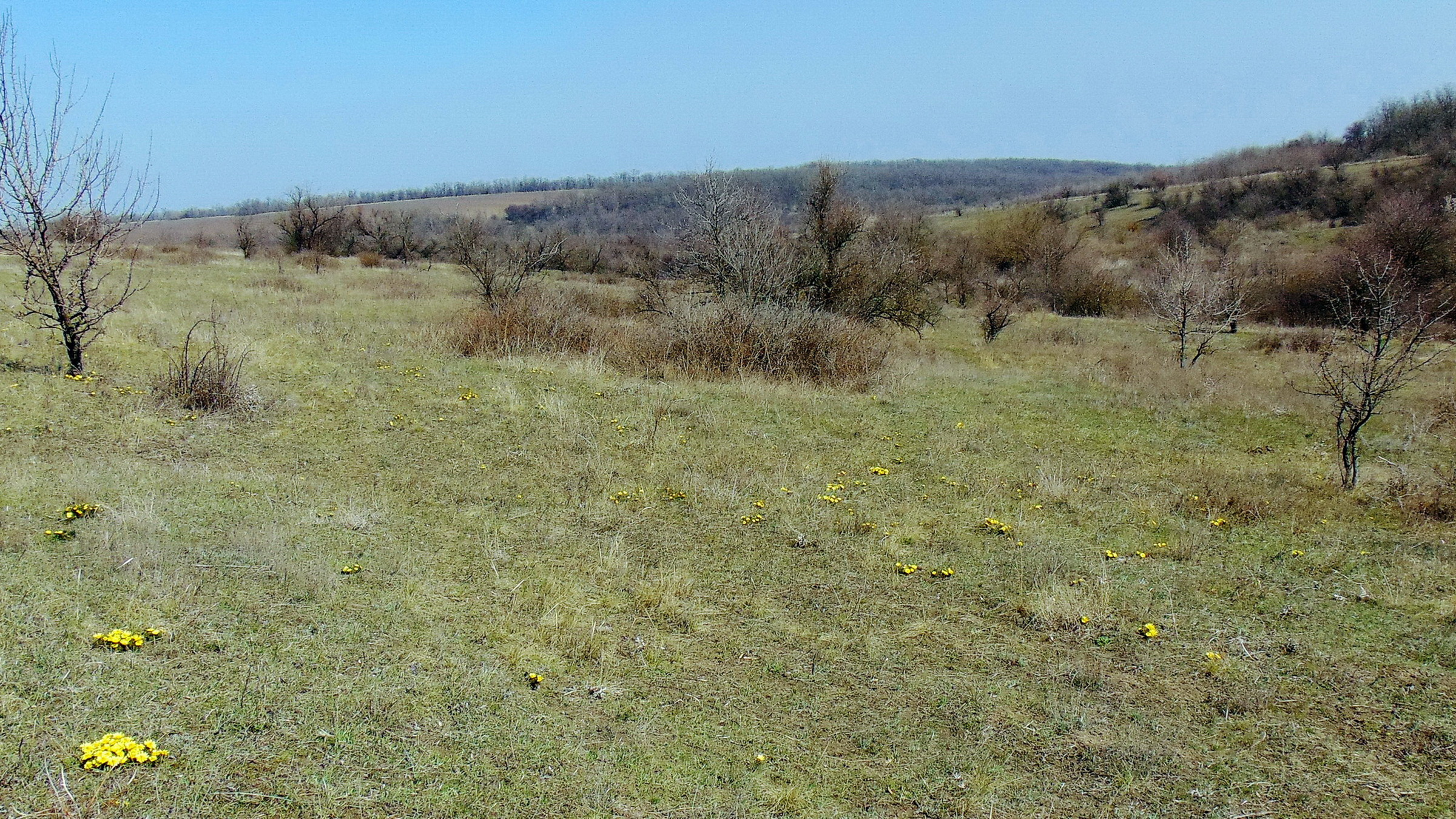
风景

烏迪倫斯凱（烏克蘭語：Уділенське）是位於烏克蘭東南部的村莊，由扎波羅熱州扎波羅熱区的比倫凱市鎮負責管轄。該村距離斯莫利亞內和扎波罗热巴尔卡1.5公里，始建於1910年，面積0.45平方公里，2001年人口19。